# Chavarriella dilata
Chavarriella dilata är en fjärilsart som beskrevs av Louis Beethoven Prout 1916. Chavarriella dilata ingår i släktet Chavarriella och familjen mätare. Inga underarter finns listade i Catalogue of Life.